# (823) Sisigambis
(823) Sisigambis es un asteroide perteneciente al cinturón de asteroides descubierto el 31 de marzo de 1916 por Maximilian Franz Wolf desde el observatorio de Heidelberg-Königstuhl, Alemania.
Está nombrado en honor de Sisigambis, madre del rey de Persia Darío III.

## Características orbitales
Sisigambis forma parte de la familia asteroidal de Flora.